# 키타 윙
〈키타 윙〉(일본어: 北ウイング 키타 우인구[*])은 1984년 1월 1일에 발표한 일본의 여가수 나카모리 아키나(中森明菜)의 일곱 번째 싱글이다. (EP: L-1663) 작사는 재일교포 출신의 강진화(康珍化)가, 작곡과 편곡은 햐야시 테츠지(林哲司)가 담당하였다. B면은 〈눈물 모양의 이어링〉(涙の形のイヤリング 나미다노카타치노이야린구[*])이며 A면을 작업한 강진화가 작사를, 하야시 테츠지가 역시 작곡과 편곡을 도맡았다.  작곡가인 하야시와 기획 작업 중, 싱글의 제목을 정할 때 후보로 〈미드나잇 플라이트〉와 〈야간비행〉이 올랐으나 나카모리가 강력하게 신도쿄 국제공항의 제1터미널의 별칭인 키타 윙으로 정하자 주장하여 결국 관철되었다. 그러나 오리콘 주간 차트에 문제가 있어 발매되고 난 후 1월 첫째 주와 둘째 주의 매상을 누락하여 1월 셋째주부터 집계를 시작하였고 이때문에 초동 매상까지 집계를 하지 못해 주간차트 최고 순위 2위에 그쳤다. 그러나 1984년 오리콘 연간 차트에서는 9위를 달성하는 등 그해의 히트곡이 되었다.
1984년 12월, 스페셜 싱글로 재발매되었는데 이 때는 A/B 사이드 형식이 아닌 더블 A사이드로 발매, 기존의 B사이드곡인 〈눈물 모양의 이어링〉대신 〈리프레인〉(リ・フ・レ・イ・ン)이 수록되었다.

## 수록곡
| #            | 제목                                           | 작사         | 작곡          | 편곡          | 재생 시간 |
| ------------ | ---------------------------------------------- | ------------ | ------------- | ------------- | --------- |
| 1.           | 〈〈키타 윙〉(北ウイング)〉                    | 강진화       | 하야시 테츠지 | 하야시 테츠지 | 4:39      |
| 2.           | 〈〈눈물 모양의 이어링〉(涙の形のイヤリング)〉 | 강진화       | 하야시 테츠지 | 하야시 테츠지 | 4:28      |
| 총 재생 시간 | 총 재생 시간                                   | 총 재생 시간 | 총 재생 시간  | 총 재생 시간  | 9:07      |

## 수상
- 제17회 전일본방송유선대상 - 심사위원회 최우수상, 우수스타상
- 제13회 FNS 가요제 - 최우수히트상
- 제26회 일본 레코드 대상 - 금상, 최우수스타상

## 발매 일정
| 버전                 | 일정             | 레이블         | 포맷               |
| -------------------- | ---------------- | -------------- | ------------------ |
| 〈키타 윙〉          | 1984년 1월 1일   | 워너 뮤직 재팬 | EP (L-1663)        |
| 〈키타 윙〉 (재발매) | 1988년 7월 25일  | 워너 뮤직 재팬 | 8cmCD (10SL-136)   |
| 〈키타 윙〉 (재발매) | 1988년 12월 21일 | 워너 뮤직 재팬 | CT (10L5-4046)     |
| 〈키타 윙〉 (재발매) | 1998년 11월 26일 | 워너 뮤직 재팬 | 12cmCD (WPC6-8664) |
| 〈키타 윙〉 (재발매) | 2008년 11월 12일 | 워너 뮤직 재팬 | 디지털 다운로드    |